# TBSハウジング

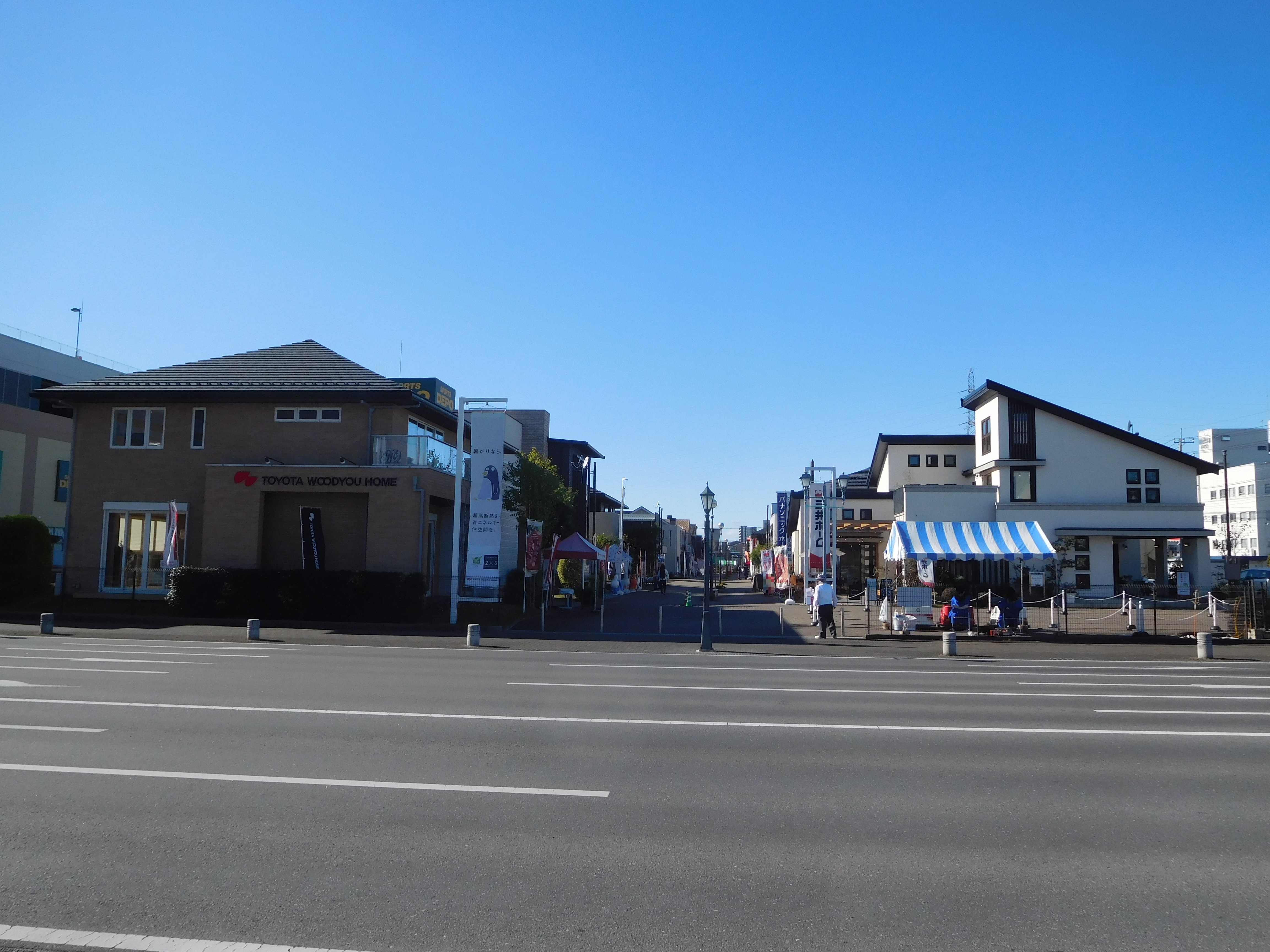
会場の例（宇都宮ベルモール会場）

TBSハウジング（ティービーエスハウジング）は、TBSラジオが展開する住宅展示場である。

## 概要
TBSハウジングの事業主はTBSホールディングス（TBSHD）子会社でラジオ放送事業者のTBSラジオ（TBS R）であり、同じくTBSHD子会社（＝TBSラジオの兄弟会社）で「TBS」を略称とするテレビ放送事業者のTBSテレビではない。これは、ハウジング事業がテレビ・ラジオの放送事業が分社化される前（＝旧東京放送のラテ兼営時代）はラジオ関係の部署に属していたためである。このため、テレビとラジオの放送事業が分社化された現在、コマーシャルはTBSラジオとBS-TBSを中心に放送されている。ただし、分社化前はテレビでも頻繁にCM放送を行っていた。また、看板やホームページで使用されている「TBS」のロゴはTBSグループ共通ロゴが使われており、TBSラジオではほとんど使用されないジ〜ンも使用されていたほか、TBSテレビのマスコットBooBoもホームページに登場していた。なお、2020年4月にTBSグループ全体のロゴを変更してからもしばらくは旧TBSロゴとジ〜ンを使用していたものの、同年5月には新TBSロゴに住宅をモチーフとした「HOUSING」ロゴを追加した「TBS HOUSING」ロゴの使用が開始され、BooBoも登場しなくなった。
企画・運営はTBSHD傘下の株式会社TBSグロウディア（旧・TBSサービス）、広告代理店である株式会社コスモセブン、不動産販売代理店である株式会社三友ラジオ・エージェンシーの3社が分担して行っている。
1971年5月29日、武蔵境に最初の会場がオープンした。会場の名称は「TBSハウジング総合プレハブ住宅展」とし、当初は住宅メーカー7社が参加していた。
初代のナレーションは桝井論平が担当していた。
2004年4月よりCMソングが変更され、白井貴子が歌っている。

## 展開
首都圏郊外に展開している。2024年現在は埼玉県・群馬県・栃木県に5か所の展示場がある。過去には東京都、神奈川県でも運営していた。

### 運営会場
- 新越谷：埼玉県越谷市
- 伊勢崎：群馬県伊勢崎市
- 太田：群馬県太田市
- 宇都宮ベルモール：栃木県宇都宮市
- 宇都宮インターパーク：栃木県河内郡上三川町

閉鎖した会場
- 武蔵境：東京都武蔵野市 - 最初にオープンした会場[2]。
- 町田：東京都町田市（1972年4月〜2007年8月）

（跡地にはスーパー三和中町店等が建設された）
- 八王子中央：東京都八王子市

（跡地には医療モール等が建設された）
- 湘南平塚：神奈川県平塚市）

（跡地にはパチンコ店が建設された）
- 越谷せんげん台：埼玉県越谷市

（跡地には医療モール等が建設された）
- 新高崎：群馬県高崎市（2001年4月〜2011年3月）
- 太田（旧会場）：群馬県太田市（1999年11月〜2007年3月）

→新太田（2007年7月〜2014年10月）
→イオンモール太田（2014年11月〜2022年2月）
- 桐生：群馬県桐生市（2001年11月〜2007年10月）
- 千葉あすみヶ丘：千葉市（1996年5月〜2001年3月）

（跡地にはマンションが建設された）
- 渋谷：東京都渋谷区（2013年4月27日[5] - 2019年6月） - 旧青山病院跡地の暫定利用[6]として開場。「山手線環内唯一の総合住宅展示場」[5]などと宣伝していた。跡地は2025年8月から「青山キャンパス」（近隣の青山学院大学とは無関係）と称する、複数の区立学校の仮設校舎として2030年度まで使用される予定[7]。
- 東松山：埼玉県東松山市（1996年9月〜2019年8月）

（2019年9月から2022年8月までシルピアマイホームタウン東松山として開設）
- 大宮：埼玉県大宮市現:さいたま市大宮区（年代不明）

（跡地にはグランドミッドタワーズ大宮が建設された）
- 草加：埼玉県草加市（〜2024年7月）